# Robert Langdon
Pour les articles homonymes, voir Langdon et Robert.
Robert Langdon est un personnage de fiction créé par Dan Brown dans le roman Anges et Démons en 2000 et repris dans Da Vinci Code en 2003 puis dans Le Symbole perdu en 2009, Inferno en 2013 et dans Origine en 2017 .
Robert Langdon est professeur de symbologie dans la prestigieuse université américaine Harvard. Il est l'auteur de plusieurs livres parlant de symbologie et d'iconographie. Il s'intéresse particulièrement à la Franc-maçonnerie.

## Création du personnage
Le personnage a été créé par Dan Brown comme un alter ego fictif de lui-même, comme l'« homme que l'auteur voudrait être ». Robert Langdon est donc une version améliorée de Dan Brown. À l'instar de son créateur, Langdon est né le 22 juin 1964 à Exeter et a étudié à la Phillips Exeter Academy.
Originellement, il est établi que Langdon est un brillant intellectuel que Brown a nommé en hommage à John Langdon, un professeur de typographie de l'Université Drexel (située à Philadelphie, en Pennsylvanie), connu pour sa création des ambigrammes. Une illustration des ambigrammes de John Langdon apparaît sur la couverture de la première édition du roman de Brown, Anges et Démons, et d'autres ambigrammes apparaissant au long du roman ont aussi été conçus par Langdon. Pour Brown, John Langdon est « l'un des artistes vivants les plus ingénieux et les plus doués qui m'a brillamment permis de relever mon défi impossible et créé les ambigrammes pour ce roman ». John Langdon a aussi conçu le logo pour la banque de dépôt fictive qui apparaît dans le film Da Vinci Code.  

## Biographie fictive

### Jeunesse
Robert Langdon est né à Exeter, dans le New Hampshire, aux États-Unis, en 1964. Il reçoit une éducation catholique. À l'âge de 7 ans, il tombe dans un puits et reste dedans toute la nuit. Il est récupéré au matin dans un état proche de la catatonie. À la suite de cette mésaventure, il devient claustrophobe.
Son père est mort lorsqu'il était âgé de 12 ans, et sa nouvelle figure paternelle est devenu Peter Solomon, ministre à la Smithsonian Institution.
Durant ses études, Robert était plongeur à la Phillips Exeter Academy à l'école préparatoire, et jouait au water polo à l'université de Princeton. Il comptait, à l'époque, parmi les meilleurs joueurs du pays.

### Professeur à Harvard
Robert Langdon est professeur de symbologie et d'iconologie religieuse dans la prestigieuse Université Harvard. C'est une discipline fictive, qui n'est pas méthodologiquement lié à la sémiotique, étude des signes et de leur signification. Le professeur est l'auteur de plusieurs livres parlant de symboles et de diverses thèses sur l'existence d'entités méconnues de tous. Il est notamment l'auteur d'ouvrages sur la symbologie des sectes secrètes, les Illuminati, la langue oubliée des idéogrammes, l'iconologie religieuse, les symboles du Féminin sacré (publié à la suite de l'aventure du Da Vinci Code, et qui a déclenché une polémique), ou encore les symboles chrétiens dans le monde musulman. 
Après ses aventures à Rome et à Paris, il a reçu quantité d’invitations à déchiffrer les codes les plus hermétiques de l’Histoire : le disque de Phaistos, le Chiffre de Dorabella, le mystérieux manuscrit de Voynich etc.
Langdon vit dans une maison victorienne spacieuse et haute de plafond, pour l'achat de laquelle il a déboursé une petite fortune, bien que l'université lui ait proposé un logement de fonction. Il remplit sa demeure d'une collection d'objets d'art dignes d'un musée.

## Description

### Physique
Robert Langdon mesure 1,83 m. Il est décrit comme n'étant pas beau au sens classique du terme, mais assez séduisant, avec une impressionnante voix de baryton. Il arbore des cheveux bruns, des yeux bleus pénétrants, un sourire insouciant, et un corps de nageur de compétition qu'il cultive depuis l'université.
Langdon est décrit comme un Harrison Ford en veste Harris Tweed. Sa tenue vestimentaire standard est un col roulé, une veste Harris Tweed khaki, et des mocassins, qu'il porte dans toutes les situations, tant pour les conférences et séminaires que pour les évènements mondains. Langdon déteste porter des cravates, à cause de leurs nœuds coulants. Il considère que les cravates sont l'attribut des guerriers modernes. A l'époque où il étudiait à la Philipps Exeter Academy, il devait en porter six jours sur sept, ce qui lui laisse un souvenir amer. Il porte en permanence une montre à l'effigie de Mickey Mouse au poignet (cadeau de ses parents pour son neuvième anniversaire) pour se rappeler qu'il faut toujours « avoir un esprit jeune ».

### Personnalité
Bien que possédant une connaissance encyclopédique et universitaire surprenante sur le mysticisme et les sociétés occultes, le professeur Langdon affiche un scepticisme (qu'il qualifie d'« universitaire ») tenace face à ces différents sujets. Il possède également de grandes capacités d'analyse et de réflexion dans la résolution d'énigmes faisant intervenir symboles et traditions mystiques. Il possède une mémoire eidétique.
C'est en outre un grand amateur d'art, et d'histoire de l'art en général. Passionné d'art classique, il est néanmoins beaucoup moins fervent d'art moderne.
Son surnom sur le campus est le Dauphin à cause, tant de son caractère bon enfant, que pour son habileté particulière à tromper ses adversaires durant les parties de water-polo.
Le sport de prédilection de Langdon est la natation. Bien qu'il ne soit plus très jeune, il maintient son rituel quotidien de nager cinquante longueurs dans la piscine olympique du campus d'Harvard au petit matin, avant de rentrer chez lui pour moudre du café de Sumatra.
Langdon est claustrophobe à la suite d'une nuit passée dans un puits étant enfant. À cause de cette phobie, Langdon évite volontairement de pratiquer des sports intérieurs, tels le squash ou le racquetball. Dans plusieurs romans, Dan Brown confronte son héros à sa phobie. Dans Anges et Démons, par exemple, Langdon est pris au piège dans les Archives secrètes du Vatican: à cette occasion, il est privé d'oxygène pendant plusieurs minutes. Dans Le Symbole perdu, il est prisonnier d'un sarcophage que son ravisseur remplit progressivement de liquide. Dans Origine, Langdon ressent un fort malaise dans le funiculaire le menant au sommet du Montjuïc.
Langdon a reçu une éducation catholique, mais, adulte, il considère que la foi est un bienfait qu'il n'a toujours pas reçu.
Après cinq romans, il demeure célibataire. Selon lui, le célibat lui laisse le loisir de sillonner le monde au gré de ses envies, de se mettre au lit aussi tard qu'il le souhaite, et de passer des soirées tranquilles chez lui avec un livre et un bon cognac.
En tant que professeur, Langdon est un enseignant exigeant, qui applique une stricte discipline. Dans Origine, on apprend qu'il utilise un brouilleur pour empêcher ses étudiants d'utiliser leurs téléphones pendant les séminaires. À travers les ouvrages qu'il publie et les cours qu'il dispense, il apparaît que Langdon n'est pas un professeur ordinaire : il sait comment captiver son auditoire. Langdon est plutôt ouvert d'esprit : il participe aux groupes de réflexion du campus dans des domaines aussi divers que l'informatique ou les religions anciennes. Par ailleurs, il développe des liens d'amitié solides avec certains de ses étudiants, comme Edmond Kirsch, personnage central dans Origine.

## Rôle dans les romans
Dans Anges et Démons, en avril 2000, Robert Langdon est appelé au quartier général du CERN, à Genève, en Suisse pour enquêter sur les implications symboliques et religieuses du meurtre d'un des physiciens les plus renommés, Leonardo Vetra,  un prêtre catholique qui a été marqué au fer rouge avec le symbole des Illuminati. 
Ce même jour, doit se tenir le conclave, et quatre cardinaux, qui sont les papables, ont été enlevés. 
Peu de temps avant le début du récit, les physiciens ont réussi à fabriquer de l'antimatière, et l'une des capsules renfermant de l'antimatière est volée par l'assassin de Leonardo Vetra. 
Langdon est plus tard rejoint sur l'enquête par Vittoria Vetra (la fille adoptive de Leonardo) et ils se rendent au Vatican pour percer le secret qui entoure les Illuminati, une secrète confrérie anti catholique qui, selon le récit, a profondément infiltré un grand nombre d'institutions mondiales, politiques, économiques et religieuses. 
Langdon et Vetra, aidés par la Garde suisse, tentent de suivre, à travers Rome, la voie de l'illumination, afin de retrouver les quatre cardinaux enlevés quelques heures avant le début du conclave, et la fiole d'antimatière que le tueur menace d'utiliser pour anéantir le Vatican. Ils n'ont que quelques heures et très peu de cartes en main pour résoudre cette affaire. 
Dans Da Vinci Code, au début de l'année 2003, Robert Langon est à Paris pour tenir une conférence. À cette occasion, il doit rencontrer Jacques Saunière, le conservateur du Musée du Louvre, qui souhaite s'entretenir avec le professeur sur son récent ouvrage, le Féminin Sacré.  Saunière est assassiné dans le musée. Langdon, soupçonné du meurtre, doit fuir pour ne pas être arrêté par la police française. Seule Sophie Neveu, cryptologue et petite-fille de Saunière, croit en l’innocence du professeur. 
Au cours de leurs investigations, Langdon et Neveu établissent que Saunière était à la tête du Prieuré de Sion, une ancienne et puissante confrérie, et qu'il a été assassiné par un membre de l'Opus Dei. L'organisation voulait protéger un secret connu par le conservateur du Louvre : la paternité de Jésus Christ. Selon le roman, Jésus aurait eu un enfant avec Marie Madeleine, et ainsi une descendance. Cette enquête mènera Langdon et Neveu de Paris à un château au cœur de la France, puis à Londres, avec toutes les forces de police de l'Europe à leurs trousses. 
Dans le Symbole perdu, en décembre 2009, Robert Langdon se retrouve dans une aventure impliquant les concepts de la franc-maçonnerie, à Washington D.C.. Un dimanche matin, après s'être s'adonné à son rituel sportif dans la piscine olympique du campus d'Harvard, Langdon prend connaissance d'une invitation à donner un séminaire le soir même au Capitole des États-Unis, portant sur le symbolisme dans l'architecture de la capitale américaine. Cette invitation lui a été envoyée par son mentor Peter Solomon, un maçon du 33e degré, à la tête de la Smithsonian Institution. Le professeur accepte, et se rend à Washington. En pénétrant dans l'amphithéâtre, il découvre avec stupéfaction que la salle est vide. Par téléphone, il apprend alors que cette invitation ne provient aucunement de Solomon, mais de son ravisseur. Peter Solomon a été enlevé par Zachary Solomon, un renégat, fils de Peter. Sous peine de voir son ami être assassiné, Langdon doit trouver la pyramide maçonnique, cachée quelque part dans la ville de Washington DC. Au cœur de la capitale américaine, traqué sans relâche par la CIA, Langdon passe douze heures entre les monuments des Pères fondateurs des États-Unis, à la recherche de la vérité sur la société secrète des Maçons. 
Dans Inferno, en 2013, Robert Langdon se réveille en pleine nuit dans un hôpital à Florence, en Italie. Il souffre d'une amnésie couvrant les évènements l'ayant mené en Europe. Il se rend compte que quelqu'un essaye de le tuer. De Florence, ce récit le mènera à Venise, puis à Istanbul, épaulé par le docteur Sienna Brooks, puis par l'OMS, pour déjouer une attaque biologique. Un virus mortel a été implanté par un groupe appelé le Consortium. Dans cette course contre la montre,  Langdon doit déchiffrer des indices faisant allusion aux travaux de Sandro Botticelli et Dante Alighieri, l'auteur de l'Enfer, le premier chapitre du poème épique la Divine Comédie. 
Dans Origine, en 2017, Robert Langon est invité en Espagne, dans le Musée Guggenheim (Bilbao), par son ancien étudiant d'Harvard et ami, le futurologue et informaticien Edmond Kirsch. Ce dernier a fait une découverte stupéfiante qui répond aux questions fondamentales de l'existence humaine. Au cours de cette soirée, Kirsch va révéler sa découverte au monde entier. La soirée tourne au chaos, lorsque Kirsh est abattu au début de sa conférence par un membre de l'Église chrétienne palmarienne.  Le secret risque alors d'être perdu à jamais. Langdon est contraint à une course poursuite tout en recherchant comment découvrir et révéler le secret de son ami défunt. Le professeur est accompagné par Ambra Vidal, la directrice du Musée de Bilbao, et par Winston, intelligence artificielle avancée qui était l'assistant personnel du futurologue . Malgré lui au cœur d'une conspiration qui semble émaner du palais royal espagnol, Langon mène, à Barcelone,  une enquête qui a trait à l'art moderne et les symboles énigmatiques.

## Œuvres où le personnage apparaît

### Romans
- 2000 : Anges et Démons (Angels and Demons) de Dan Brown
- 2004 : Da Vinci Code de Dan Brown
- 2009 : Le Symbole perdu (The Lost Symbol) de Dan Brown
- 2013 : Inferno de Dan Brown
- 2017 : Origine (Origin) de Dan Brown

### Films
Au cinéma, Robert Langdon est interprété par Tom Hanks (VF : Jean-Philippe Puymartin)
- 2006 : Da Vinci Code de Ron Howard
- 2009 : Anges et Démons de Ron Howard
- 2016 : Inferno de Ron Howard

### Série
- 2021 : The Lost Symbol, interprété par Ashley Zukerman (VF : Benjamin Gasquet)